# Departamento de Mirriah
Mirriah es un departamento situado en la región de Zinder, de Níger. En diciembre de 2012 presentaba una población censada de 507 499 habitantes. Su chef-lieu es Mirriah.
Se ubica en el sur de la región, a las afueras de la capital regional Zinder.

## Subdivisiones
Está formado por ocho comunas, que se muestran asimismo con población de diciembre de 2012:
Comunas urbanas
- Mirriah (80 126 habitantes)

Comunas rurales
- Dogo (113 447 habitantes)
- Droum (102 306 habitantes)
- Gaffati (46 379 habitantes)
- Gouna (63 598 habitantes)
- Hamdara (39 574 habitantes)
- Kolléram (29 583 habitantes)
- Zermou (32 486 habitantes)

Hasta la reforma territorial de 2011, se incluían también en este departamento otras seis comunas rurales que actualmente forman el departamento de Damagaram Takaya y otras tres que actualmente forman el departamento de Takeita. También formaba parte de este departamento hasta 2011, aunque con un estatus especial de "comunidad urbana", la capital regional Zinder, que actualmente está directamente subordinada a la región.